# NGC 6799
NGC 6799 est une galaxie lenticulaire située dans la constellation du Télescope. Sa vitesse par rapport au fond diffus cosmologique est de 3 282 ± 8 km/s, ce qui correspond à une distance de Hubble de 48,4 ± 3,4 Mpc (∼158 millions d'al). NGC 6799 a été découverte par l'astronome britannique John Herschel en 1834.
NGC 6799 présente une large raie HI. 
À ce jour, six mesures non basées sur le décalage vers le rouge (redshift) donnent une distance égale à 45,750 ± 5,888 Mpc (∼149 millions d'al), ce qui est à l'intérieur des valeurs de la distance de Hubble.